# Eleições gerais em Honduras em 2021
As Eleições gerais em Honduras foram realizadas em Honduras em 28 de novembro de 2021. Também ocorreram à eleição para os 128 deputados do Congresso Nacional, 20 deputados para o Parlamento Centro-Americano, 298 prefeitos e 298 vice-prefeitos, além de 2.092 membros do conselho.
Após a eleição, Nasry Asfura, do Partido Nacional, e Xiomara Castro, do Partido Liberdade e Refundação (Libre), declararam vitória enquanto os votos estavam sendo contados. Em 30 de novembro de 2021, Asfura e o Partido Nacional reconheceram a vitória de Castro.
A eleição é considerada histórica em vários aspectos. Essa é a primeira vez desde 1894 que um partido que não seja o Partido Nacional e o Partido Liberal de Honduras (PLH) venceu. Foi também a primeira derrota do Partido Nacional em uma disputa presidencial desde 2005, encerrando doze anos seguidos de governos do partido. A candidata do Libre também se tornou a primeira mulher a ser presidente de Honduras.